# تجمع القوى الديمقراطية في تشاد
تجمع القوى الديمقراطية في تشاد (بالفرنسية: Rassemblement des forces démocratiques au Tchad)‏ هو حزب سياسي في تشاد. في الانتخابات التشريعية التي أجريت في 21 أبريل 2002، فاز الحزب وفقًا للاتحاد البرلماني الدولي بمقعد واحد من أصل 155 مقعدًا.